# 73gy busz (Budapest)
A budapesti 73-as (gyors 73-as) jelzésű autóbusz Újpalota, Nyírpalota út és a Baross tér (Nefelejcs utca) között közlekedett. A vonalat a Budapesti Közlekedési Rt. üzemeltette.

## Története
1988. június 30-án megszűnt a 73-as busz, helyette a Keleti pályaudvarig az akkor induló 73-as járt. 1994 decemberében megszűnt a 73E, helyébe az új 173-as busz lépett, mely a Nyírpalota utcától a Bornemissza térig közlekedett. 2005. december 2-án a 73-as megszűnt, másnap újraindult a 73-as a Bornemissza tér és a Nyírpalota út között, illetve a 173-as budai végállomását az Etele térhez helyezték át.

## Útvonala
| Baross tér (Nefelejcs utca) felé | Újpalota, Nyírpalota út felé |
| --- | --- |
| Újpalota, Nyírpalota út vá. – Nyírpalota út – Drégelyvár utca – felüljáró – Csömöri út – Bosnyák tér – Thököly út – Baross tér – Baross tér (Nefelejcs utca) vá. | Baross tér (Nefelejcs utca) vá. – Baross tér – Thököly út – Bosnyák tér – Csömöri út – felüljáró – Drégelyvár utca – Nyírpalota út – Újpalota, Nyírpalota út vá. |

## Megállóhelyei
| 0  | Újpalota, Nyírpalota út végállomás     | 24 | 130, 173                                                                    |
| 1  | Páskomliget utca                       | 23 | 96, 96, 130, Pólus 69                                                       |
| 3  | Zsókavár utca                          | 21 | 96, 96, 130, 173 69                                                         |
| 4  | Madách utca                            | 20 | 77, 177                                                                     |
| 5  | Apolló utca                            | 18 | 77                                                                          |
| 6  | Molnár Viktor utca                     | 17 | 77, 173                                                                     |
| 8  | Cinkotai út                            | 15 | 77                                                                          |
| 9  | Miskolci utca                          | 14 | 77                                                                          |
| 10 | Rákospatak utca                        | 13 | 77                                                                          |
| 12 | Bosnyák tér                            | 11 | 7, 7, 24, 32, 70, 77, 132, 173, Pólus 3, 62                                 |
| 16 | Hungária körút                         | 6  | 7, 7, 67V, 173, Pólus 1, 1A 72 Budapest-Zugló                               |
| ∫  | Baross tér, Keleti pályaudvar          | 2  | 7, 7A, 7, 20, 30, 67V, 78, 173, Pólus 24 73, 76, 78, 79, 80 Budapest-Keleti |
| 21 | Baross tér (Nefelejcs utca) végállomás | 0  | 7, 7A, 7, 20, 30, 67V, 78, 173, Pólus 24 73, 76, 78, 79, 80 Budapest-Keleti |